# Mariä Geburt (Buttlar)

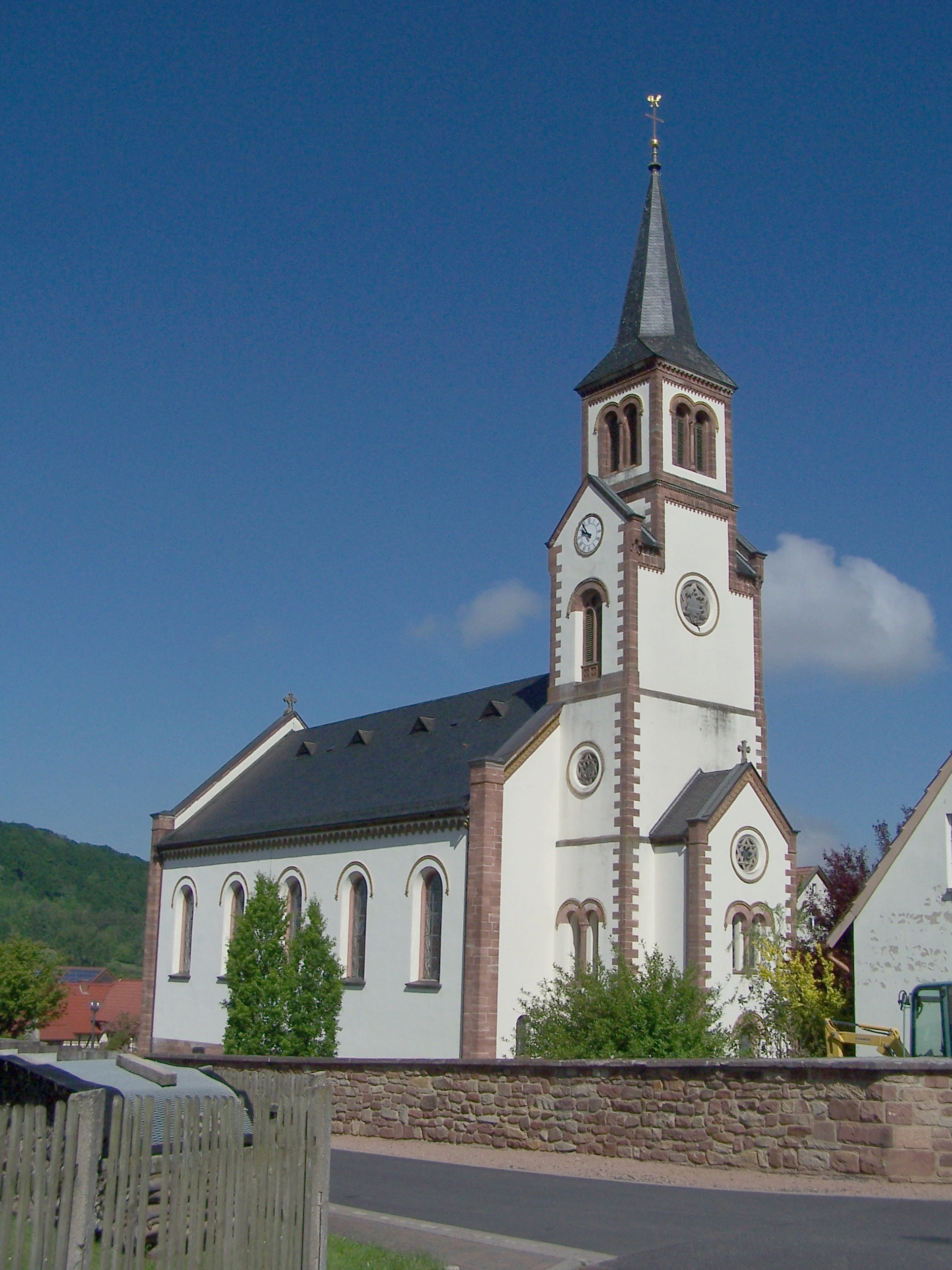
Mariä-Geburt-Kirche in Buttlar

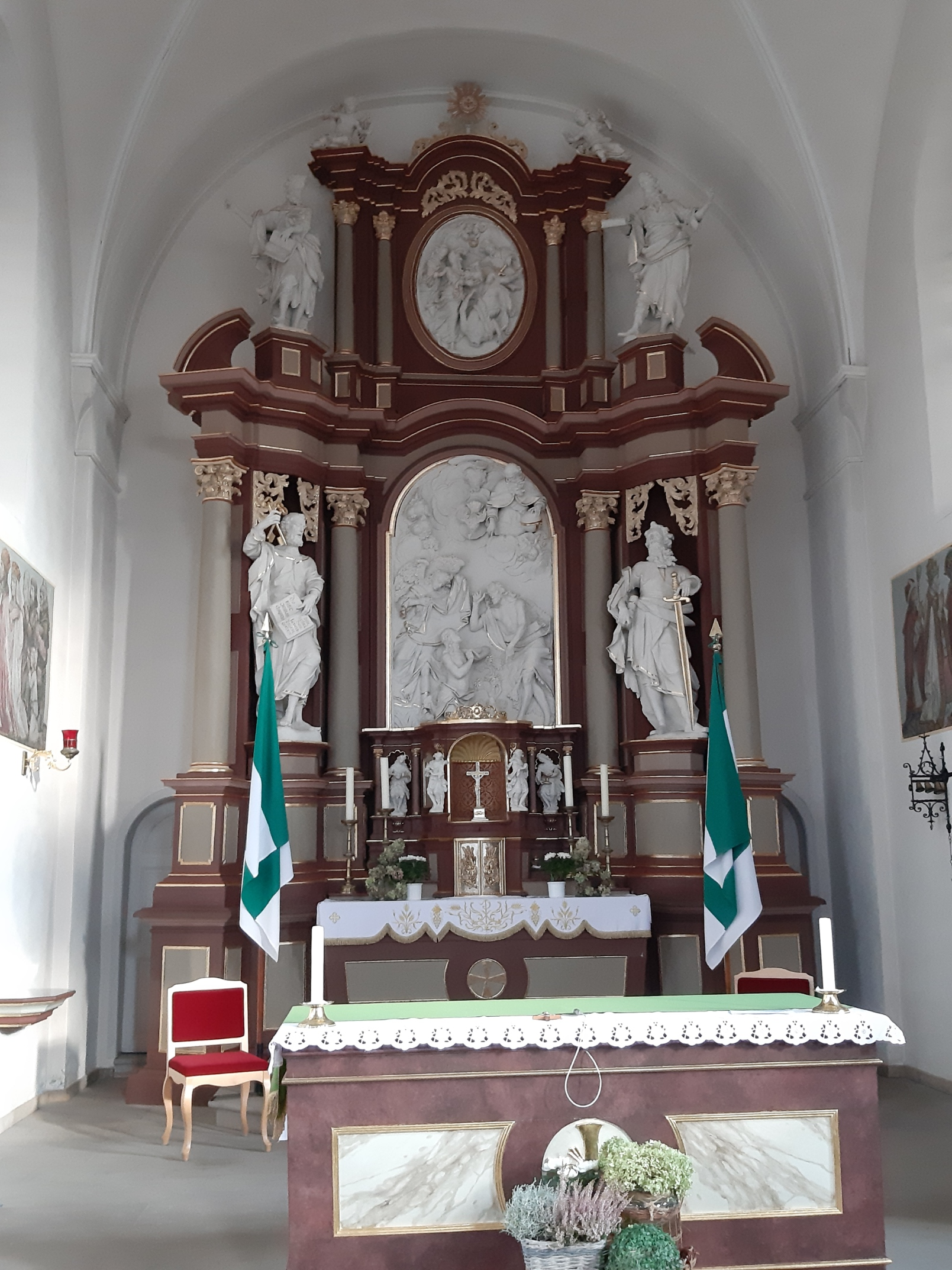
Der Altar der Kirche

Die römisch-katholische Kirche Mariä Geburt steht in Buttlar im Wartburgkreis in Westthüringen. Sie gehört zum Dekanat Hünfeld-Geisa.

## Geschichte
Nach dem Brand der Vorgängerkirche wurde das heutige Gebäude 1872 bis 1876 im neuromanischen Stil errichtet. Zu dieser Zeit betreute die Pfarrei Buttlar auch die katholischen Gläubigen in Wenigentaft, Bermbach und Vacha, so dass der Kirchenbau vergleichsweise groß ausfiel. Das Inventar wurde aus anderen Kirchen erworben; so stammt der barocke Hochaltar aus der Stiftskirche St. Johannes der Täufer in Amöneburg, die Seitenaltäre St. Marien und St. Josef aus der Nonnenkirche zu Fulda, wie auch die barocke Kanzel.
1903 erfolgte ein Umbau der Kirche: im Chorbereich wurden beiderseitig Sakristeien abgemauert und die Apsiswand in den Chorraum hineingerückt.

## Ausstattung
Das zentrale Bild des Hochaltars, im Halbrelief geschnitzt, stellt Jesu Taufe im Jordan dar. Darüber im Oval ist die Enthauptung Johannes des Täufers zu sehen. Zu beiden Seiten des Altarbildes befinden sich die Standfiguren der Apostel Petrus und Paulus. Seitlich des oberen Bildes stehen weitere Prophetengestalten. Auf der Mensa befindet sich der Tabernakel.
Die Orgel stammt aus dem Jahr 1874 und wurde vom Tabarzer Orgelbauer Guido Knauf erbaut. Seit November 2008 wurde sie durch die Moritzburger Orgelbauwerkstatt Rühle restauriert.
Das Geläut der Kirche besteht aus zwei Stahl- und einer Bronzeglocke. Das ursprüngliche Geläut wurde 1868 gegossen und 1942 für Kriegszwecke eingeschmolzen. 1949 fertigte die Gießerei Schilling aus Apolda die heute noch vorhandene Bronzeglocke.